# Пап Александрийски
Пап Александрийски (на старогръцки: Πάππος ὁ Ἀλεξανδρεύς Páppos ho Alexandreús; на латински: Pappus Alexandrinus, Pappos) е гръцки математик и астроном през 4 век от Александрия и е един от последните значими математици на древността.
Според византийската енциклопедия Суда Пап живее по времето на император Теодосий I (379–395), обаче по ръкопис от 10 век по времето на император Диоклетиан (284–305). Сигурно е само, че той наблюдава на 18 октомври 320 г. слънчево затъмнение в Александрия.
Неговото главно произведение Математически сбирки (лат. Mathematicae Collectiones) е главен източник за познанията ни за геометрия през древността.
Пап е автор и на коментари към различни по-стари произведения, както към Елементи на Евклид или за Almagest на Клавдий Птолемей. Той пише също География.

## Издания
- Friedrich Hultsch: Pappi Alexandrini Collectionis, 3 Bände, Berlin 1876 bis 1878 (gr., lat.)
- Paul ver Eecke: Pappus d’Alexandrie, La Collection Mathématique, 2 Bände, Paris, Brügge 1933 (fr.)
- Carl Immanuel Gerhardt: Die Sammlung des Pappus von Alexandrien, 2 Bände, Halle 1871 (Eisleben 1875) (gr., de.)
- Alexander Jones: Mathematical Collections, Book 7, Springer, 1986 (gr., en.)
- Heike Sefrin-Weis: Pappus of Alexandria: Book 4 of the Collection, Springer, 2010
- Adolphe Rome: Commentaires de Pappus et de Théon d’ Alexandrie sur l’ Almageste, Band 1, Biblioteca Apostolica Vaticana, Rom 1931
- William Thomson, Gustav Junge: The commentary of Pappus on Book X of Euclid’s Elements, Cambridge (Massachusetts) 1930, S. 189–260 (arab., en.)
- Heinrich Suter: Der Kommentar des Pappus zum X Buche des Eukleides, 1922, S. 9–78 (de.)
- Arsène Soukry: Géographie de Moïse de Corène d'après Ptolémée. Texte arménien traduit en français, Venedig 1881